# Battle Clash
Battle Clash, in Giappone Space Bazooka (スペースバズーカ?), è un videogioco prodotto dalla Nintendo e Intelligent Systems per il Super Nintendo Entertainment System nel 1992, seguito poi da Metal Combat: Falcon's Revenge l'anno seguente.

## Storia
In un futuro distante, la Terra vive nel caos e soltanto il Gioco Battagliero permette un minimo di ordine. Tutte le battaglie sono combattute da macchine antropomorfe gigantesche dette Standing Tanks (ST) e Anubis, un combattente spietato, diventa il campione assoluto. Mike Anderson, il cui padre fu tra le tante vittime d'Anubis, rifiuta di morire e s'allena e studia per apprendere tutto sugli ST, sperando di poter vendicare il padre e porre termine al bailamme continuo nel mondo. Prima di tutto, però, deve sconfiggere i Subordinati Combattivi (gli scagnozzi di Anubis).

## Meccanica di gioco
Nel gioco, il giocatore interpreta il pilota del ST Falcon e compagno di Mike contro i nemici in combattimenti uno contro uno. Per attaccare, bisogna attivare il Super Scope e si possono sparare raffiche rapide oppure attacchi caricati. Quando la barra dell'energia è piena si possono sparare saette, ma questa decurteranno di una certa percentuale la propria barra dell'energia e la loro funzione è prettamente difensiva, siccome alcuni attacchi avversari possono essere contrastati solo in questa maniera.
L'obiettivo del gioco è sconfiggere tutti i nemici, arrecando, possibilmente, danno ai loro punti deboli (ogni ST nemico ha un punto debole in una zona differente) e si vince solo se il proprio avversario perde tutta l'energia.
Se si perde la partita a causa della distruzione del proprio robot oppure per aver raggiunto il tempo limite di 10 minuti a battaglia, si può ricominciare indefinitivamente finché si oltrepassa il livello.

## Ricezione
Battle Clash è stato valutato 3.775 su 5 da Nintendo Power.

## Differenze Regionali
La versione giapponese,Space Bazooka, è stata distribuita un anno dopo quella americana. Vinto il gioco a livello normale, un'immagine statica di Anderson con il suo robot verrà mostrata durante i titoli di coda, invece del mero sfondo blu. Vinto a livello difficile, lo sfondo mostrerà tutti i personaggi di supporto durante la battaglia finale assieme al protagonista.